# 나라 싱더
나라 싱더(한국 한자: 納蘭性德 납란성덕, 1654년 ~ 1685년)은 중국 청초의 사인(詞人). 처음 이름은 성덕(成德), 자는 용약(容若)이다.

## 생애
만주 정황기(正黃旗) 귀족 출신으로, 22세에 진사가 되었으며 강희제(康熙帝)의 측근에 있으면서 재질을 사랑받던 귀공자였으나 31세에 병사했다. 사(詞:餘詩)는 청초 복고 풍조에 따라 다시 번성하여 그 당시 남송 완약파(南宋婉約派)의 주이존(朱彛尊), 북송 호방파(北宋豪放派)의 진유숭(陳維崧)이 쌍벽을 이루었는데 그는 홀로 남당 이후주(李後主)의 양식을 계승하여, 기교에 흐르지 않는 섬세하고 슬픈 감상은 청대 최고의 사인으로 꼽힌다. <음수사(飮水詞)> 1권이 있다.

## 가족
- 고조부 : 양기누(楊吉砮)
  - 증조부 : 긴타이시(金台石)
    - 조부 : 니야카(尼雅哈)
    - 조모 : 모르치씨(墨爾齊氏)
      - 부 : 나라 밍주(納蘭明珠)
      - 모 : 아이신기오로씨(愛新覺羅氏)

## 참고 자료
- 이 문서에는 다음커뮤니케이션(현 카카오)에서 GFDL 또는 CC-SA 라이선스로 배포한 글로벌 세계대백과사전의 내용을 기초로 작성된 글이 포함되어 있습니다.